# خربزه شاخدار
خربزه شاخدار یا خیار شاخدار آفریقایی (انگلیسی:Cucumis metuliferus) میوه‌ای است که بیشتر در صحرای کالاهاری در آفریقا می‌روید و دارای گونه‌های سمی و غیر سمی است. پوست گونه سمی آن سبز رنگ و گونه غیر سمی پوست زرد دارد دانه‌های داخل سبز رنگ این میوه آن را شبیه خیار می‌کند و مزه اش همانند بادام نارس است. خیار آفریقایی از غذاهای سنتی کشورهای قاره آفریقا است که قادر به بهبود تغذیه و امنیت غذایی، و ترویج توسعه روستایی و حمایت از استفاده پایدار از زمین است. این میوه یکی از محدود منابع آب در طول فصل تابستان در صحرای کالاهاری است. در شمال زیمبابوه در درجه اول به عنوان یک میان‌وعده و به ندرت برای تزیین؛ و می‌توان آن را در هر مرحله از بلوغ، مصرف شود، اما زمانی که به‌طور کامل بالغ شد برای پرورش دانه منفجر می‌شود یا اصطلاحاً ترک می‌خورد.

## نگارخانه

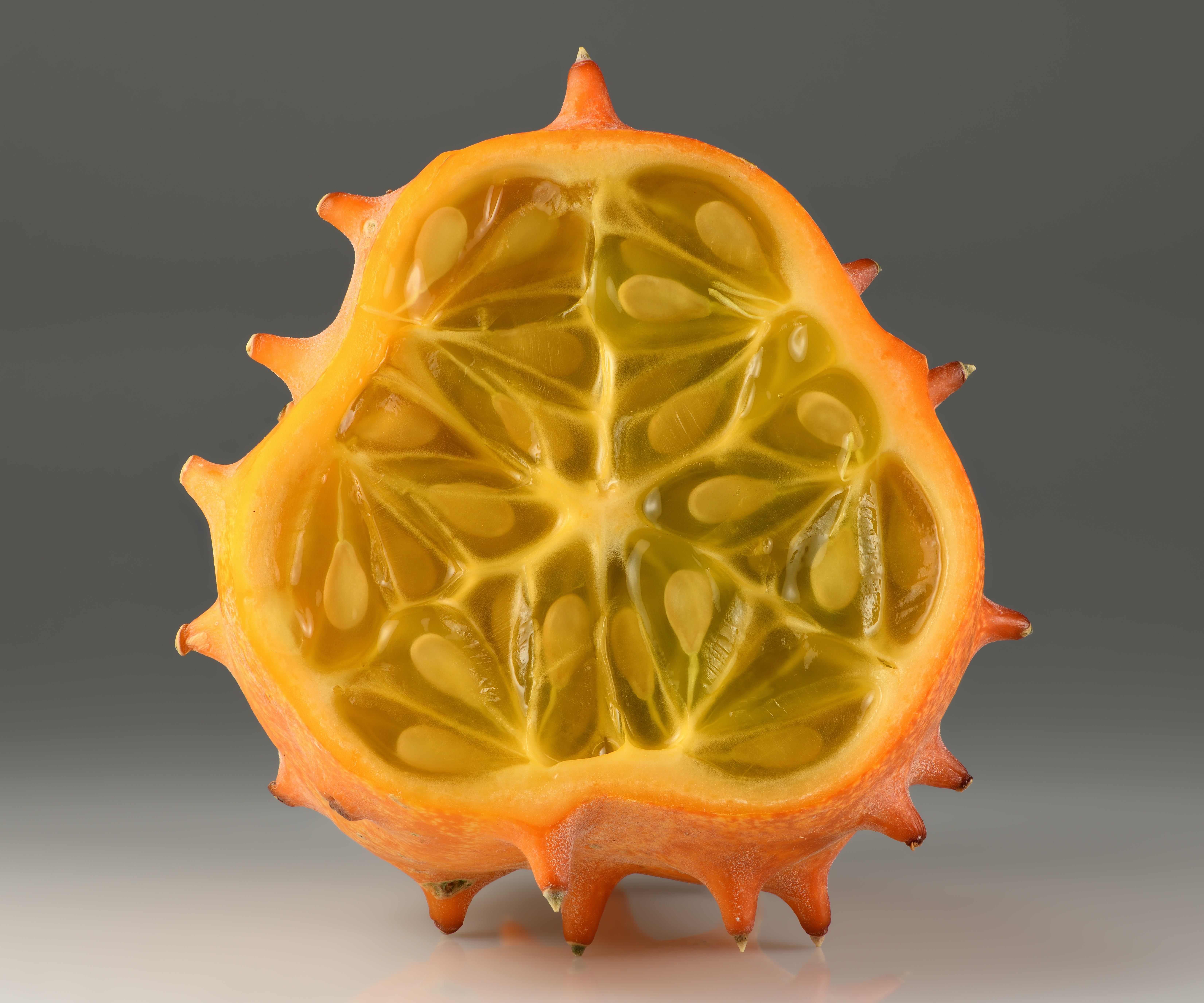
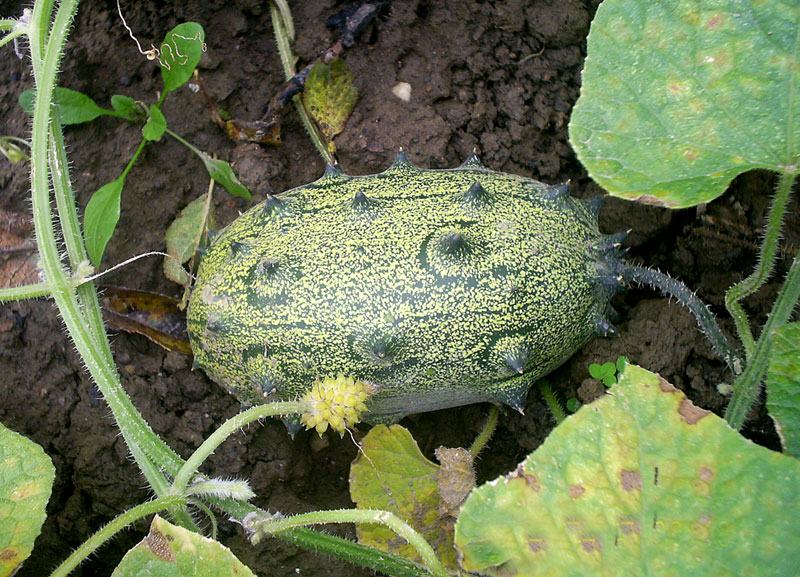
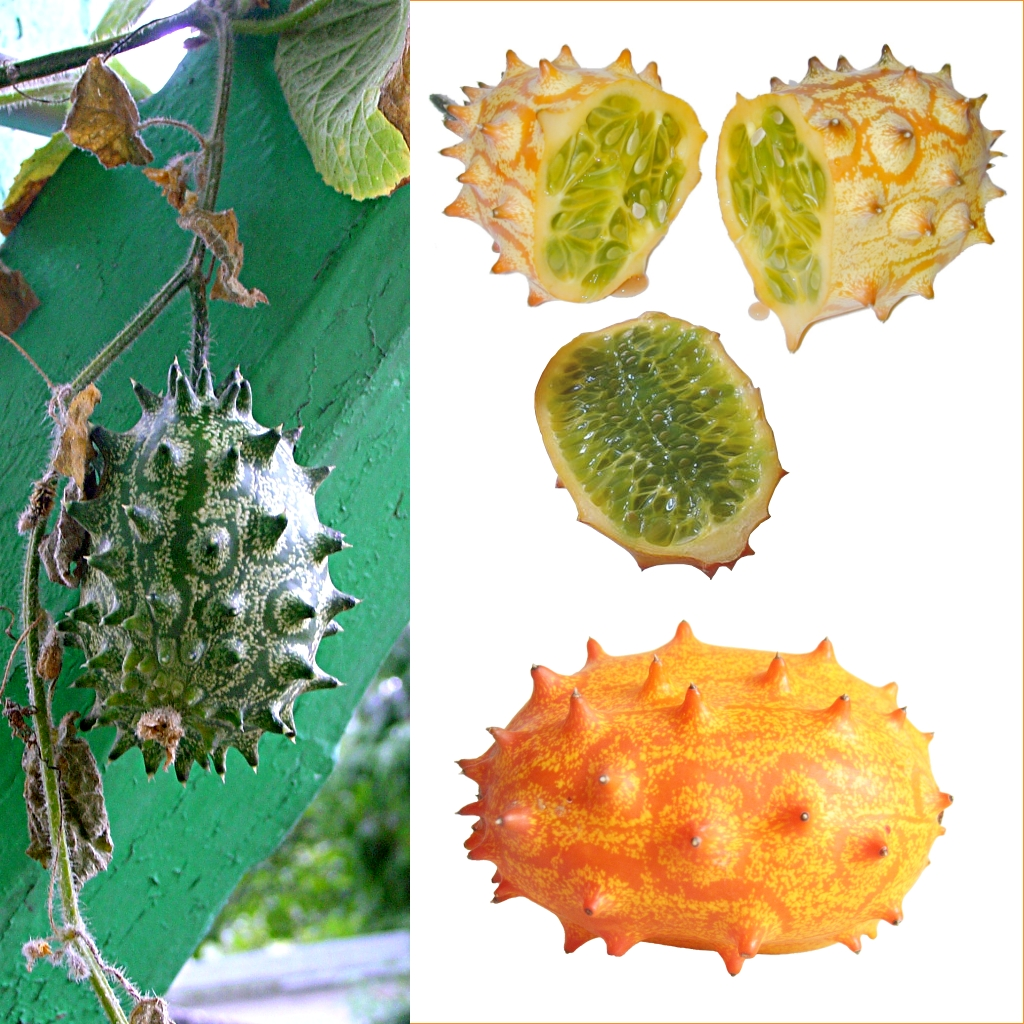
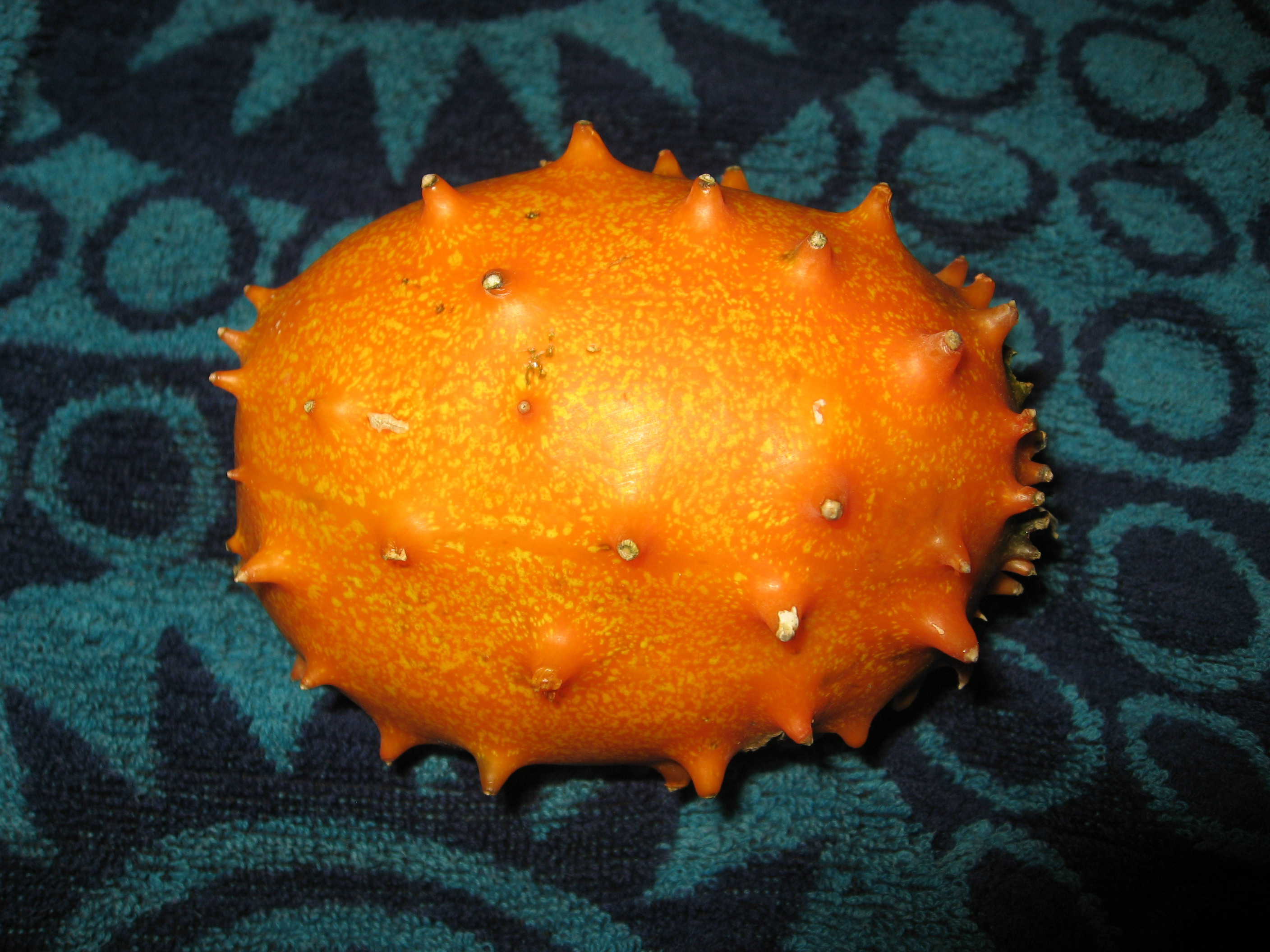
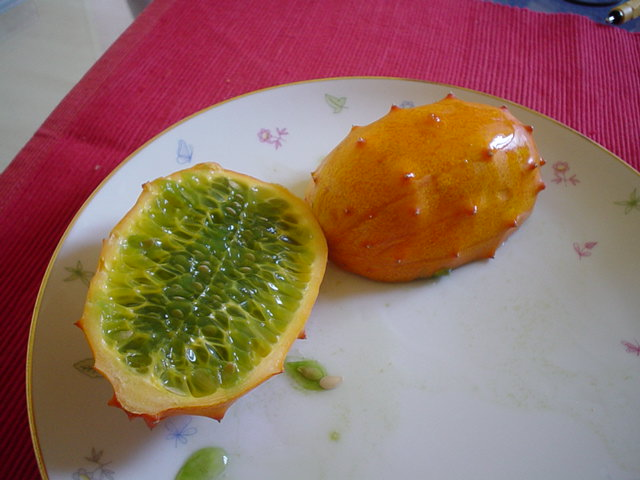
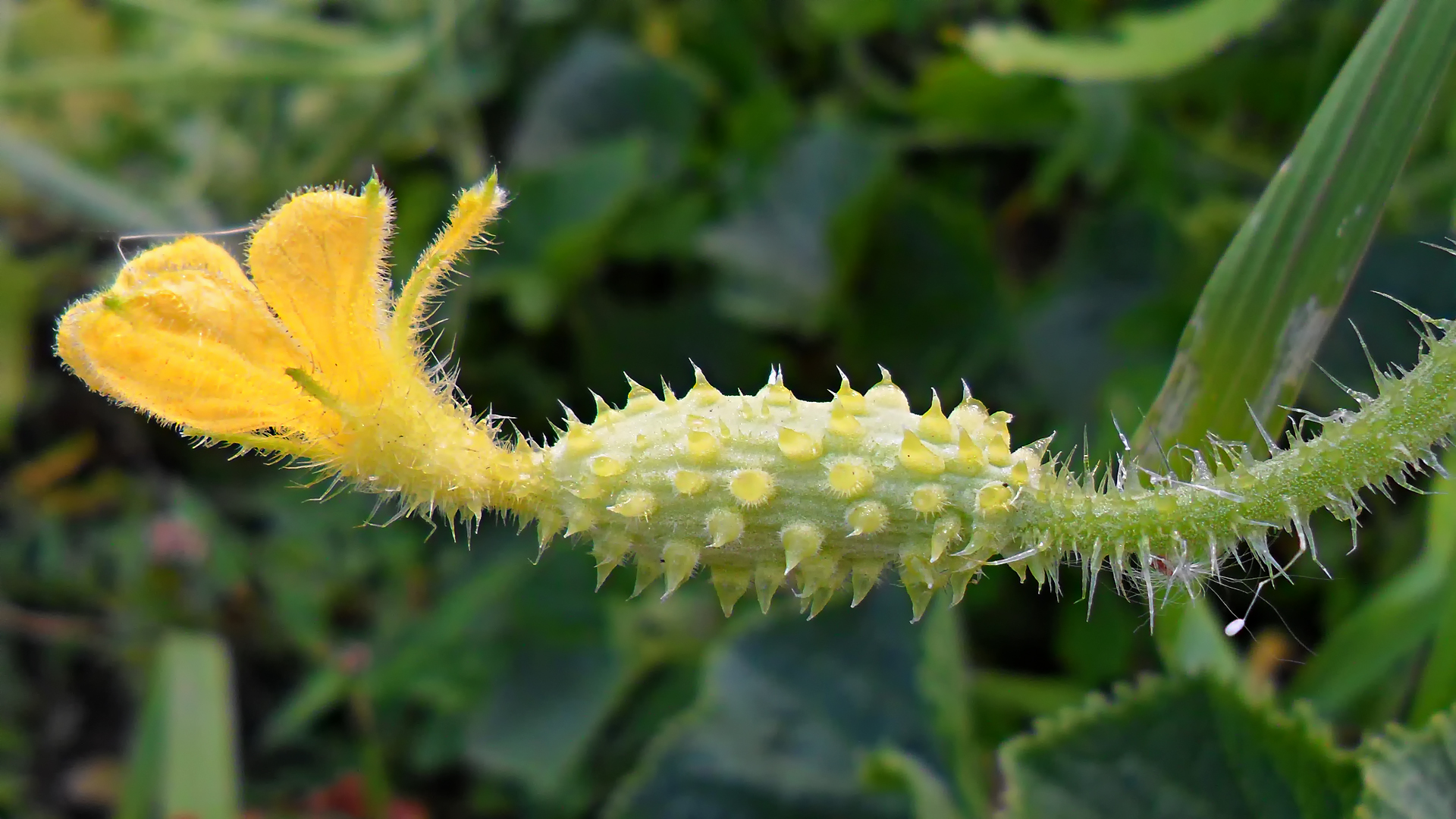